# Glogoveț, Alba
Glogoveț (în maghiară Kisgalgóc, alternativ Tótfalu, în trad. "Satul slovacilor", în germană Tutendorf, alternativ Tuten, forme derivate din Tótfalu, în săsește Tutendref) este un sat în comuna Valea Lungă din județul Alba, Transilvania, România.

## Demografie
La recensământul din 2002 avea o populație de 201 locuitori.

## Istoric
În Evul Mediu au fost colonizate aici numeroase familii slovace, care de-a lungul timpului s-au asimilat. Satul Glogovet se afla in Aria Protejata "Pajistetele de la Manarade". Codul sitului: ROSCI0313. -Suprafata 298 ha|http://www.natura-2000.ro/pajistile-de-la-manarade sursa :natura 2000 – SCI, Codul sitului: ROSCI0313
Actul normativ prin care s-a instituit regimul de protecție este Ordinul nr. 46 din 12 ianuarie 2016 privind instituirea regimului de arie naturala protejata si declararea siturilor de importanță comunitara ca parte integranta a rețelei ecologice europene Natura 2000 în România.
Descriere: situl este situat in regiunea biogeografica Continentala, intr-un climat temperat continental, cu vegetație de tip silvostepic.
Acesta se afla în partea de nord-est a județul Alba pe raza teritorială a comunei Valea Lunga în apropierea satului Glogoveț. La sud se învecinează cu DN14B si satul Mănărade.
Situl Natura 2000 Pajiștile de la Mănărade este important pentru conservarea habitatului 6210 - Pajiști uscate seminaturale și faciesuri cu tufărișuri pe substrat calcaros (Festuco-Brometalia) și pentru conservarea speciilor de plante de interes comunitar capul șarpelui și târtan.
Habitatul de pajiște și tufărișuri din sit mai este larg răspândit în regiunile colinare ale țării, cu deosebire în Podișul Transilvaniei, Dealurile de Vest, Podișul Moldovei, Subcarpați, dar și în munții mai puțin înalți, în arealul masivelor calcaroase (Trascău, Metaliferi, Munții Banatului).
Pajiștile au un caracter mezoxerofil prin excelență și sunt considerate ca având regim prioritar numai dacă adăpostesc populații mari ale unor specii de orhidee (de obicei acestea fiind orhideea tridentată, orhideea militară, orhideea arsă). Cele mai frecvente sunt cele edificate de către obsiga pieptene, obsiga dreaptă, obsiga fără spini și păiușul rupicol, alături de rogozul tomentos, păiușul de livadă, firuța de livadă, salvia de câmp, salvia austriacă, scaiul de câmp, lucerna galbenă, coronița comună, ciuboțica cucului, garofița de câmp și alte specii comune central europene. Când pajiștile de obsigă nu sunt degradate prin suprapășunat, adeasea apar, mai ales în regiunile colinare, specii prioritare precum varza tătărească de stepă, capul șarpelui roșu, salvia nutantă. De asemenea, satul Glogovet se afla pe tangenta traseului Via Transilvanica(care insumeaza 1000 de km),portiunea Terra Saxonia,la 8 kilometri de orasul Blaj,la 30 km de Muntii Trascaului care se intind pe 90000 de ha ,avand in componenta 35 de rezervatii de interes national (Rezervatii Complexe,Rezervatii Geologice,Rezervatie Paleontologica,Rezervatii Speologice),22 de Chei si 2 defilee si se invecineaza cu zona" Colinele Transilvaniei" - regiune ecoturistica alcatuita din 7 situri NATURA 2000-Arii protejate la nivel european si national (270000 ha,60 % din totalul speciilor de pasari din Romania,600 de specii de fluturi,peste 1000 de specii de plante,60 % din suprafata nationala de stejar pufos).

## Imagini

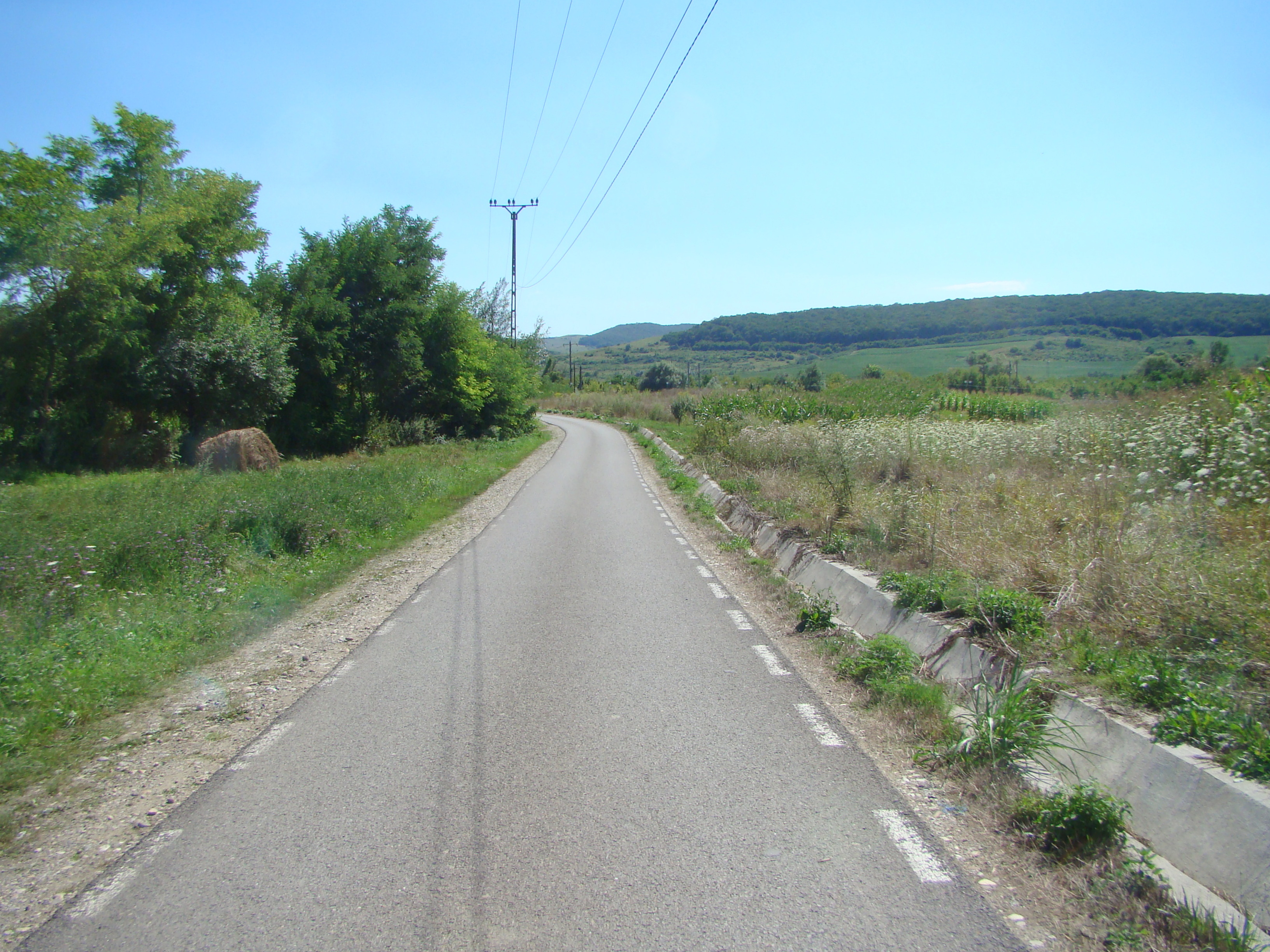
Drumul spre satul Glogoveț
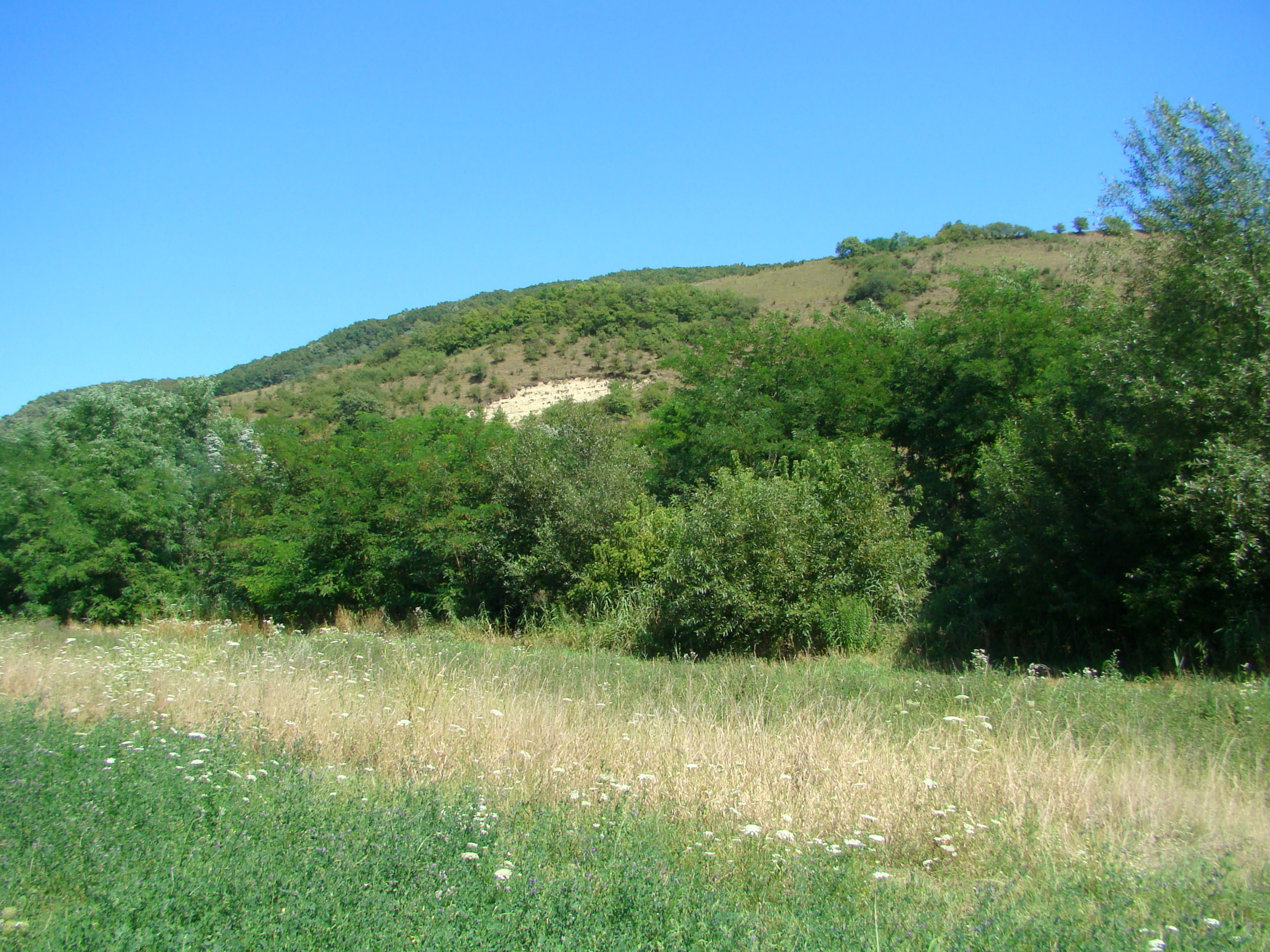
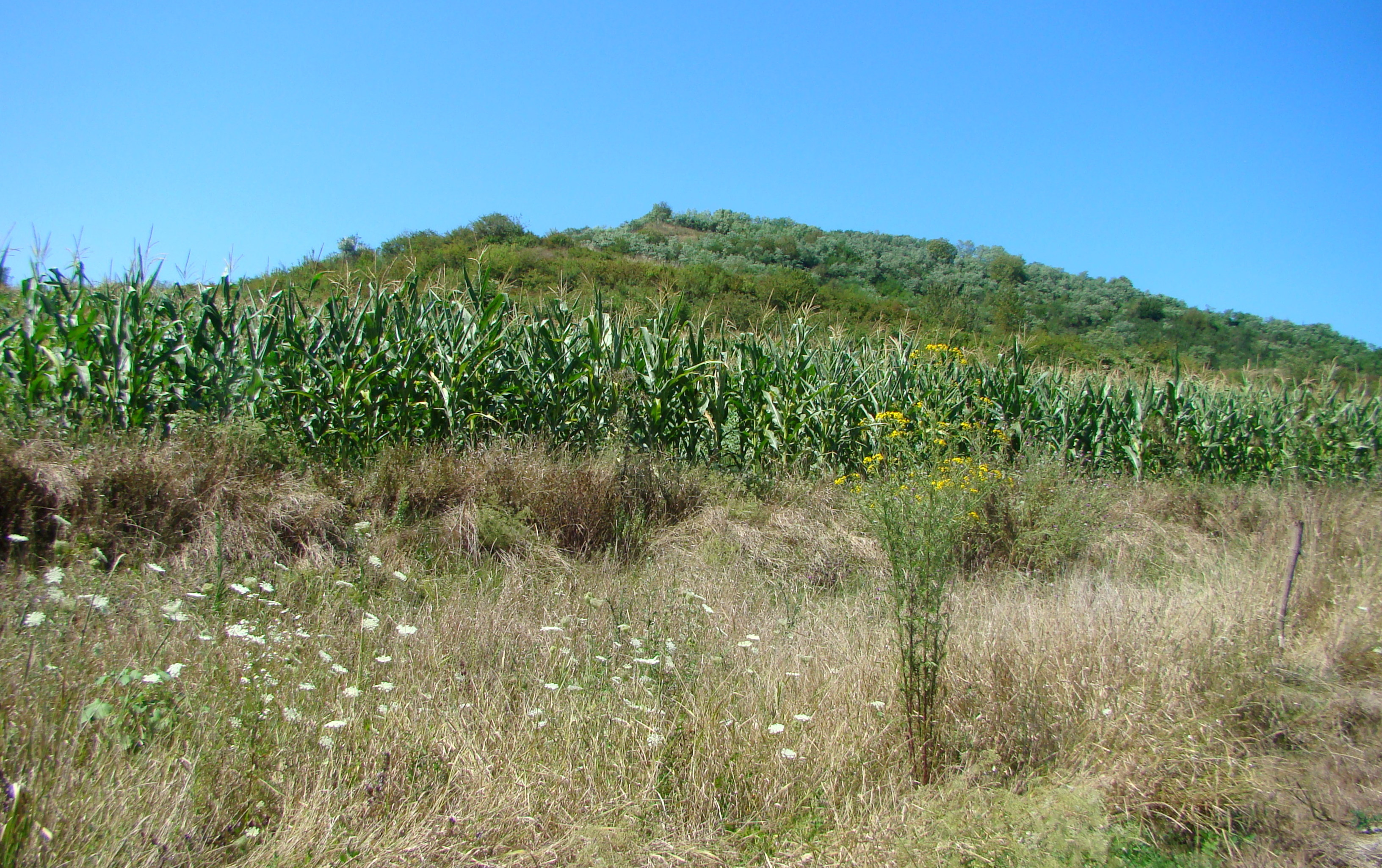
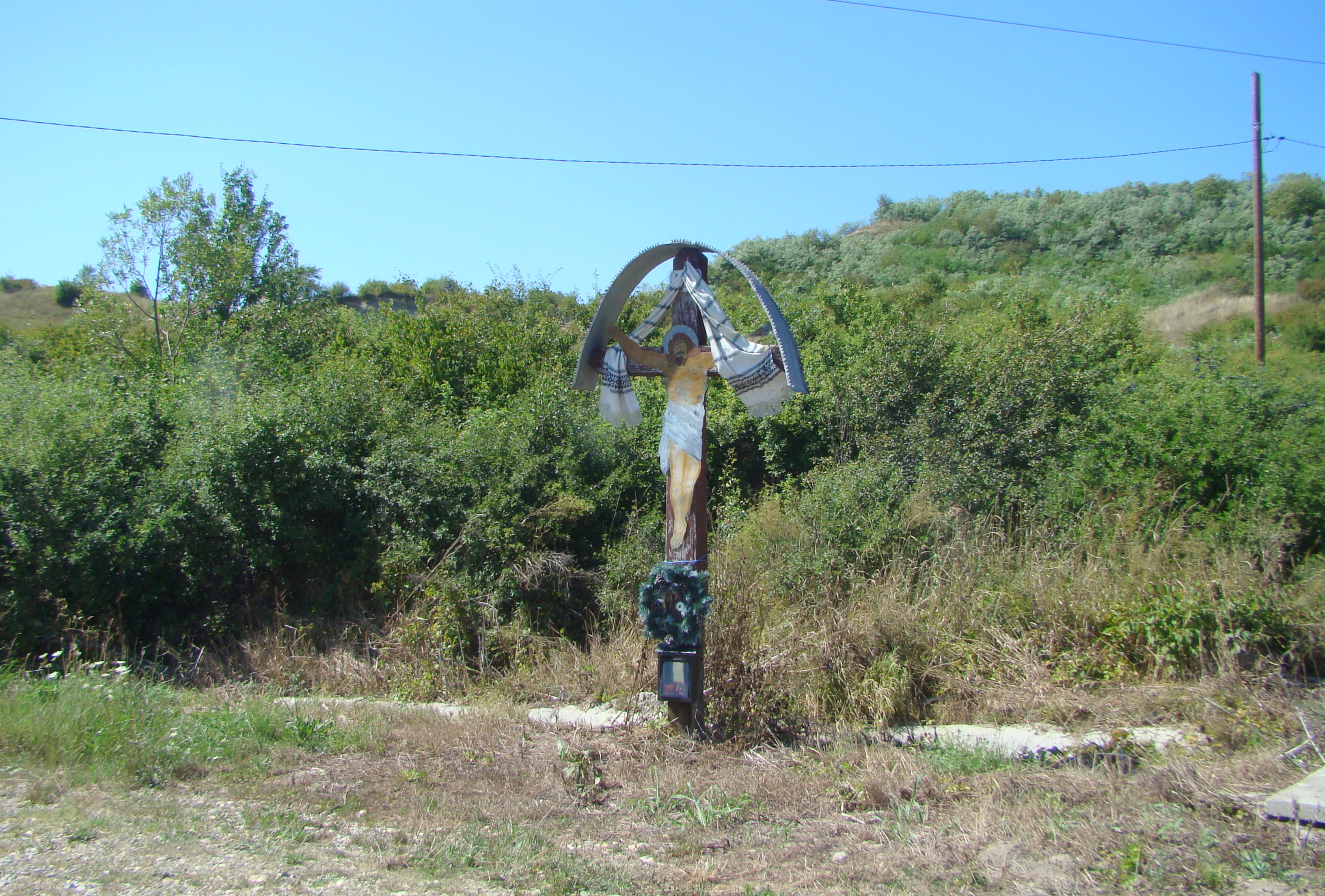
Troița
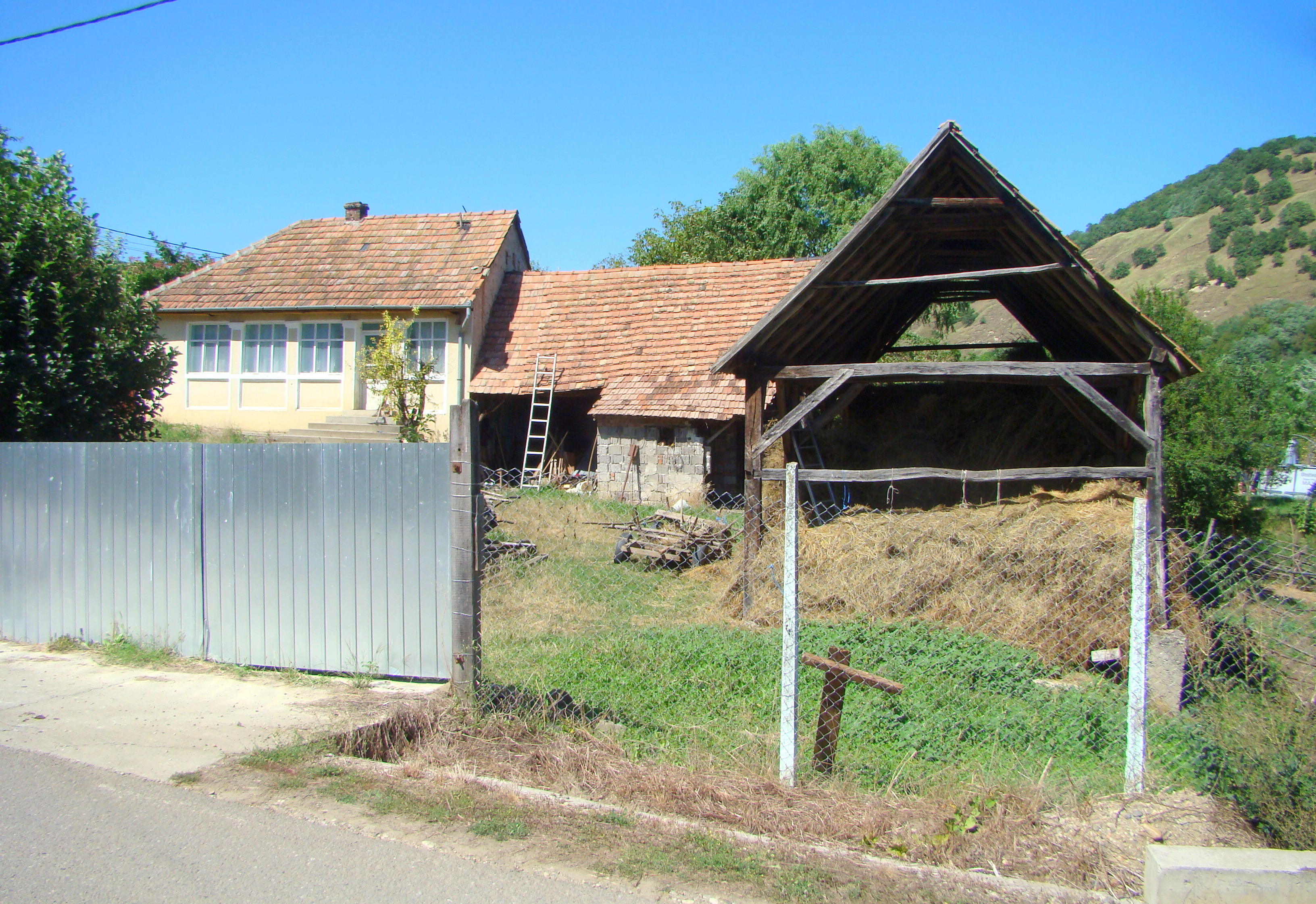
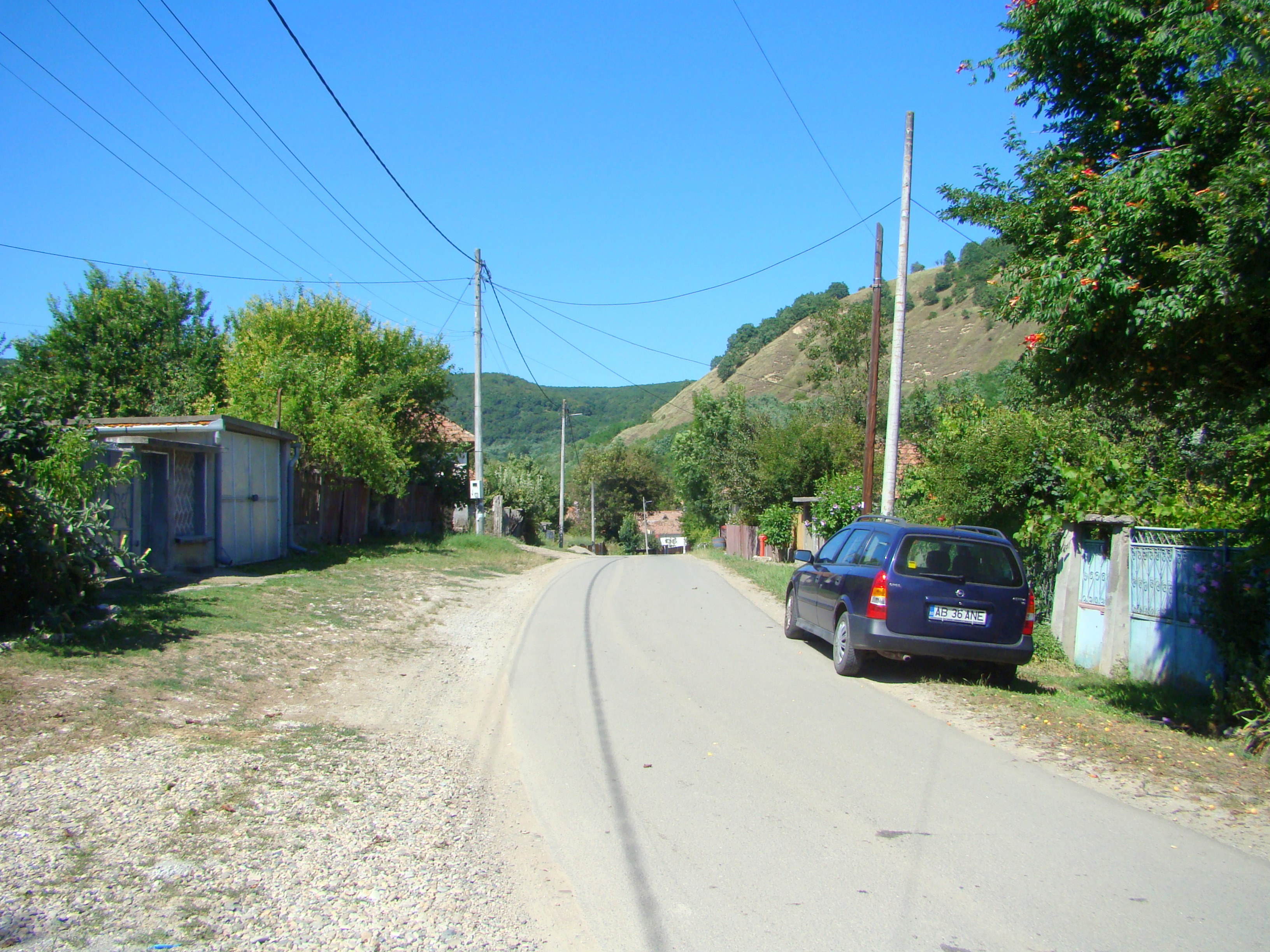
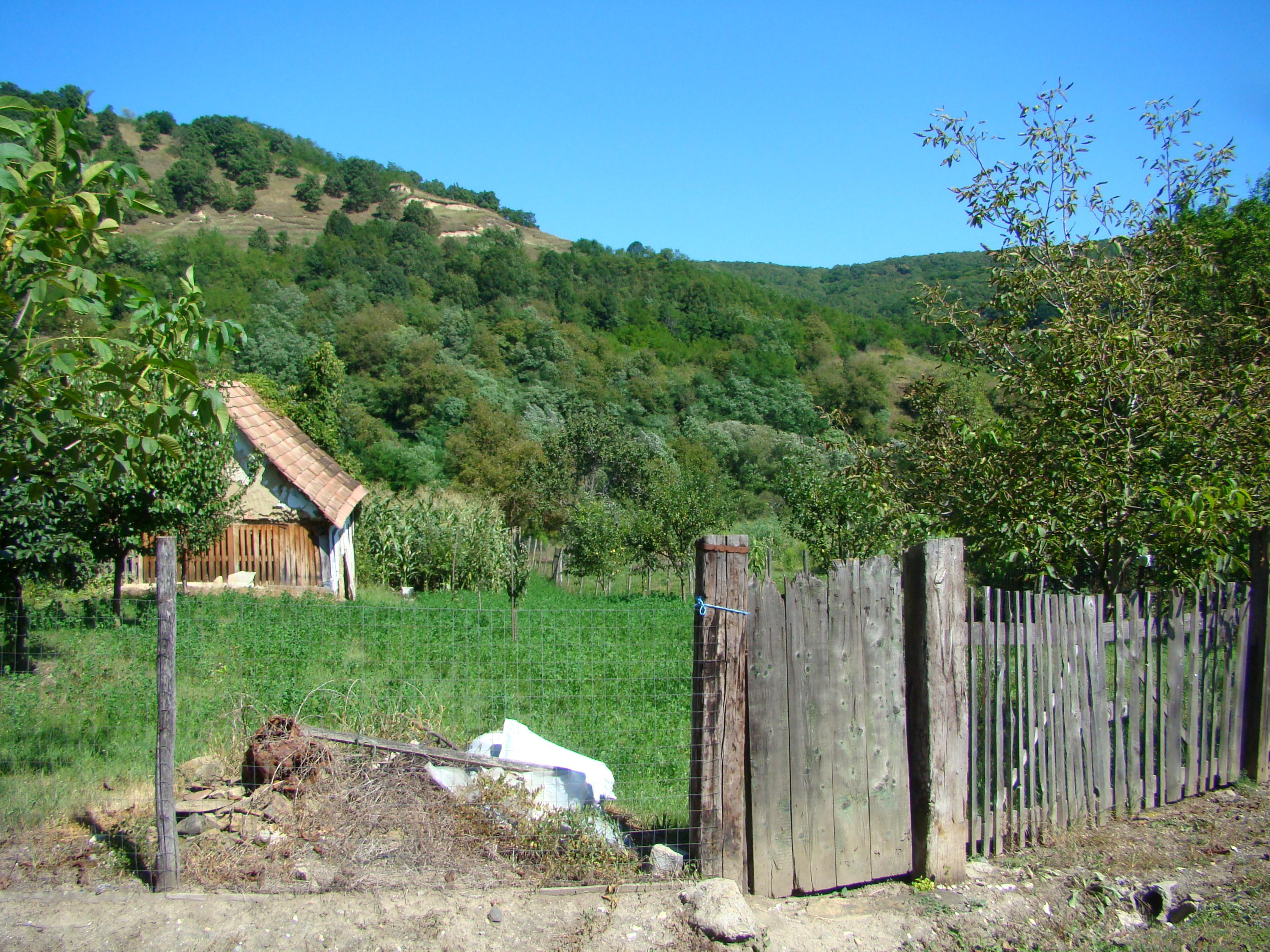
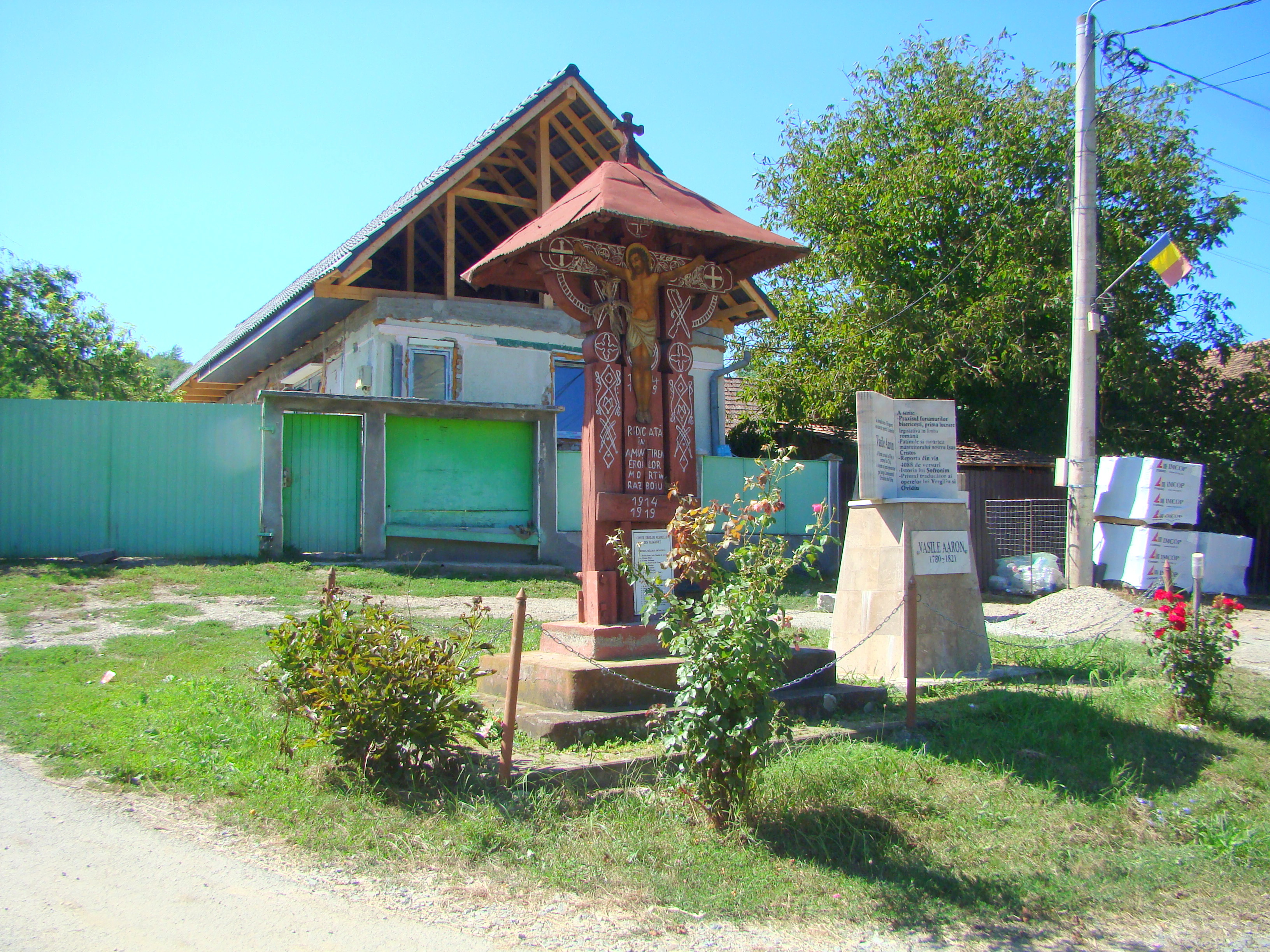
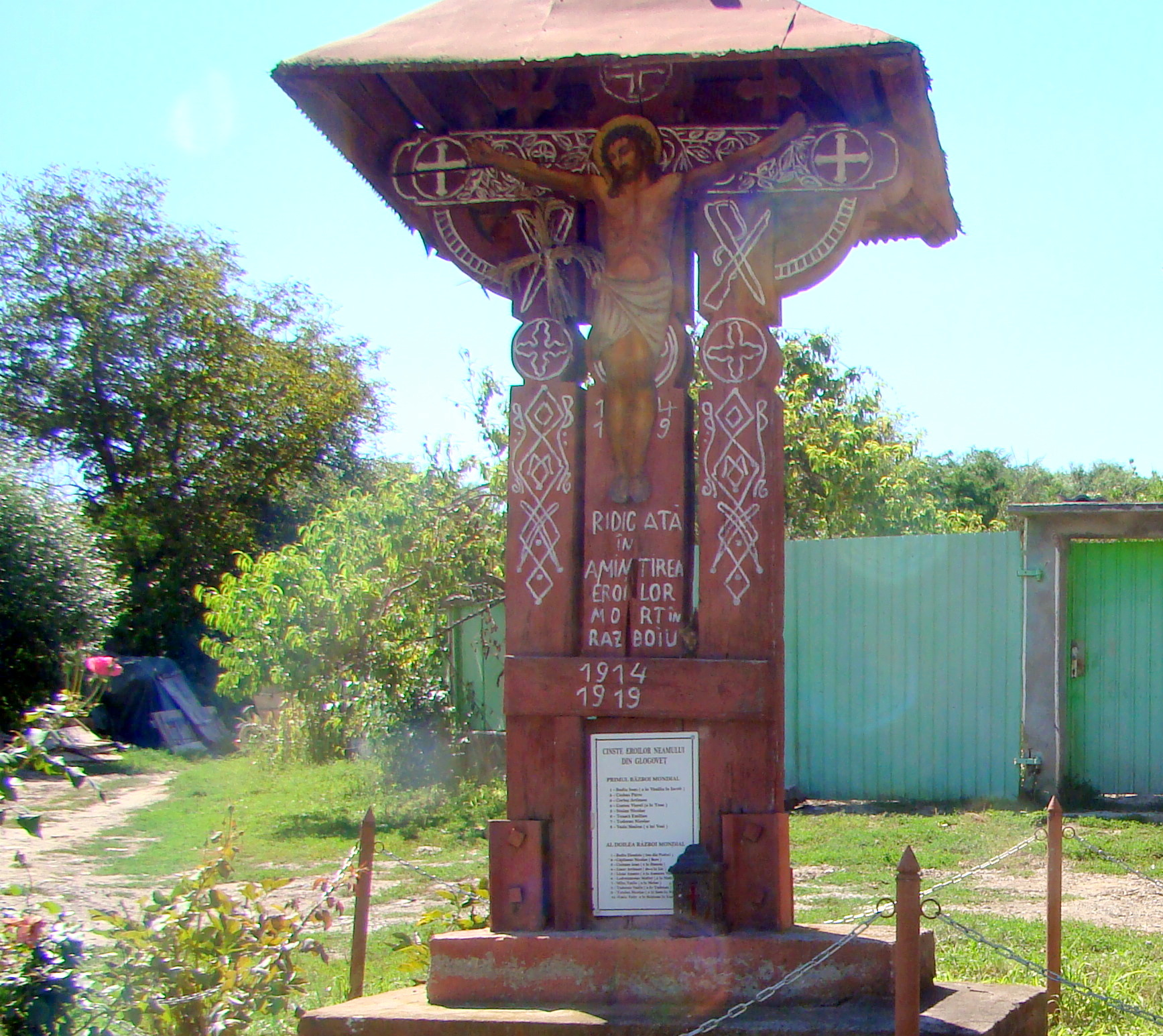
Troița Eroilor
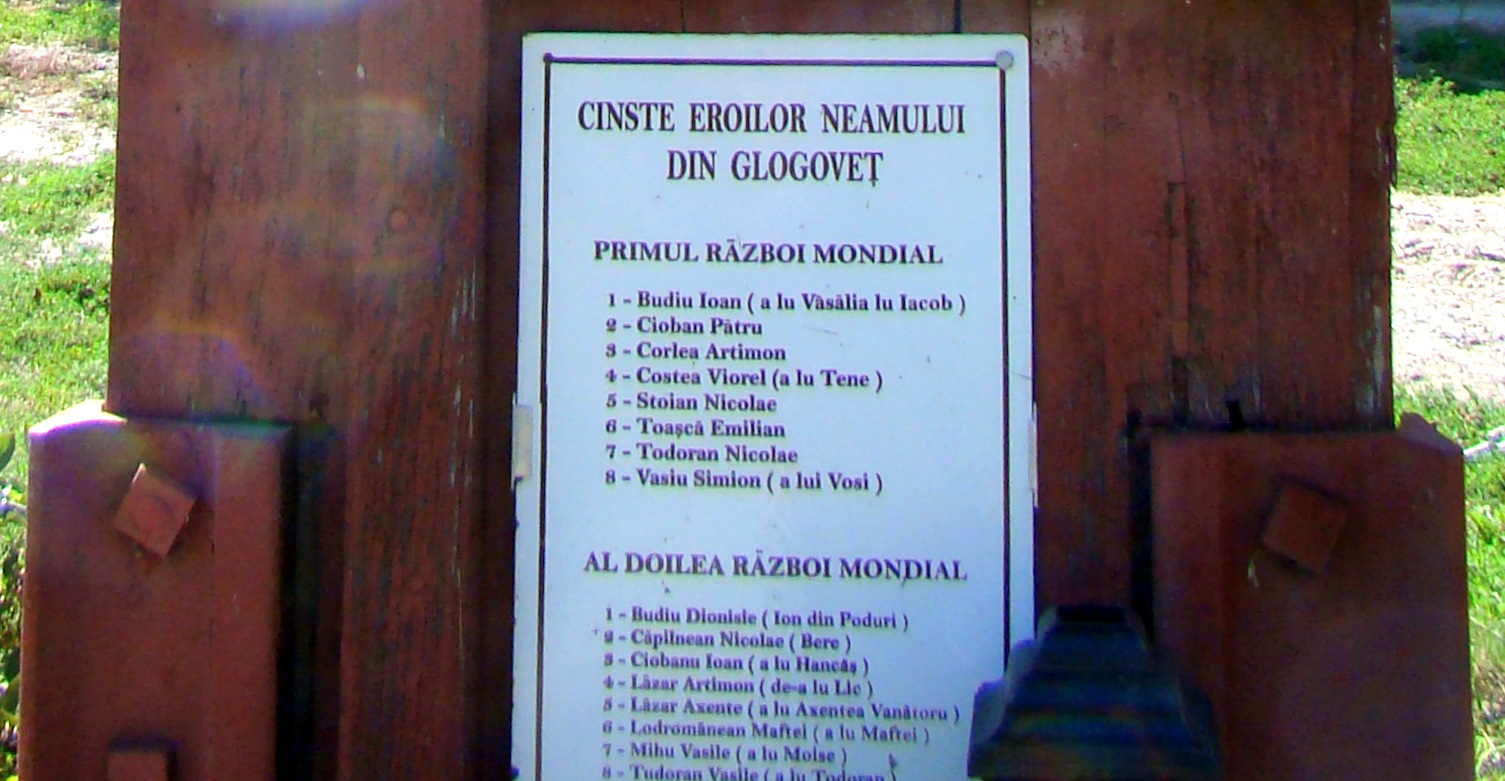
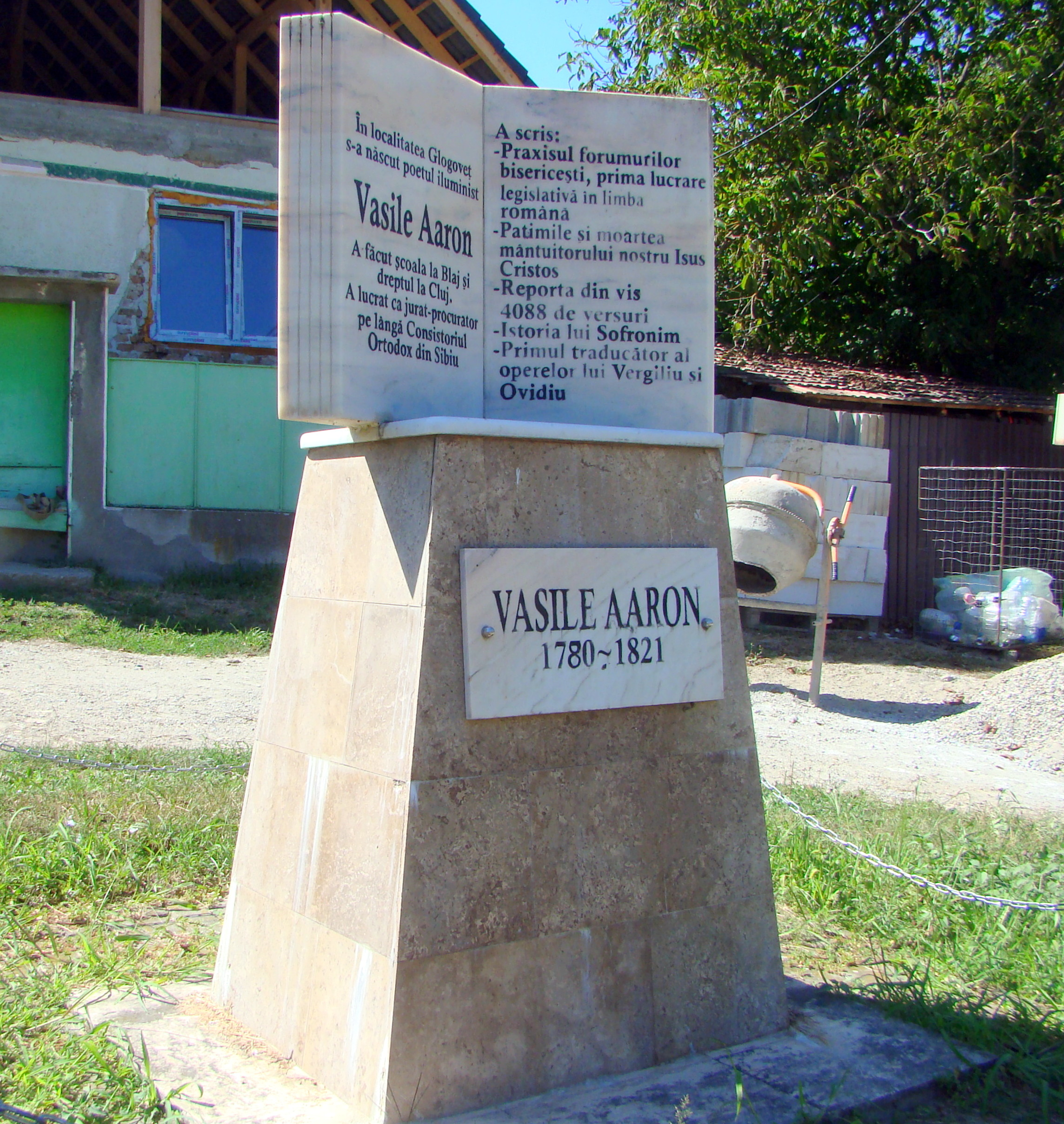
Monumentul Vasile Aaron
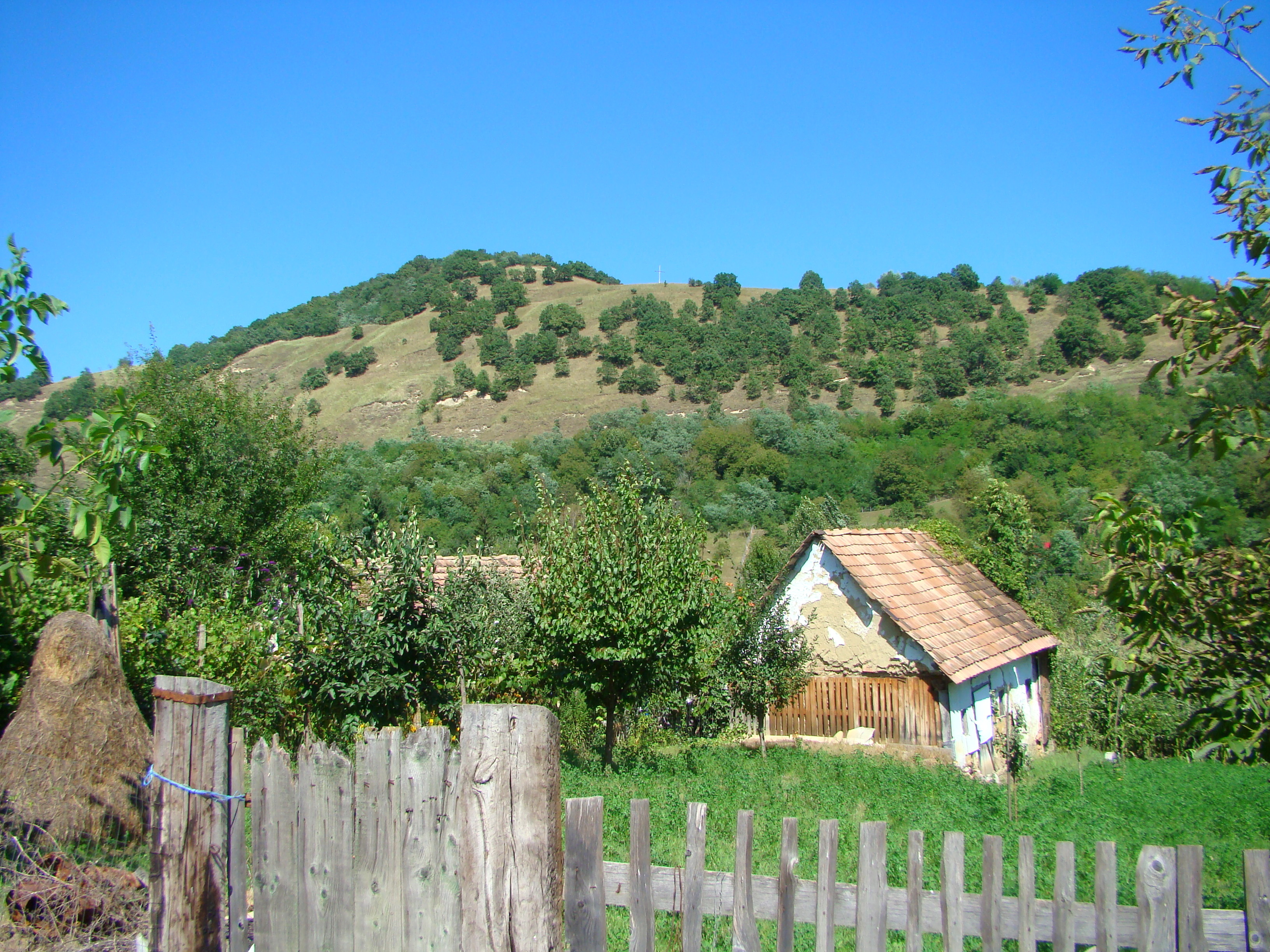
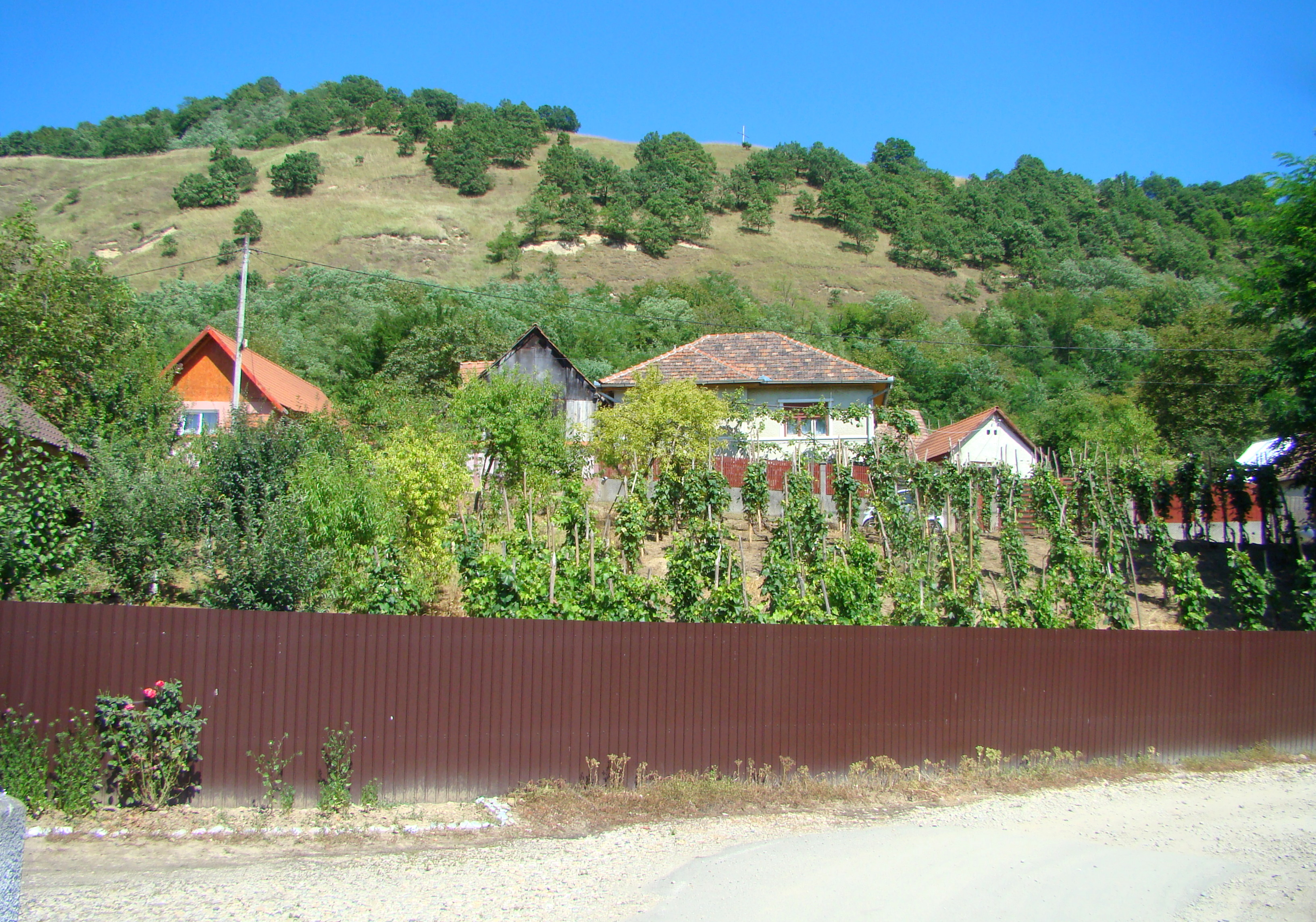
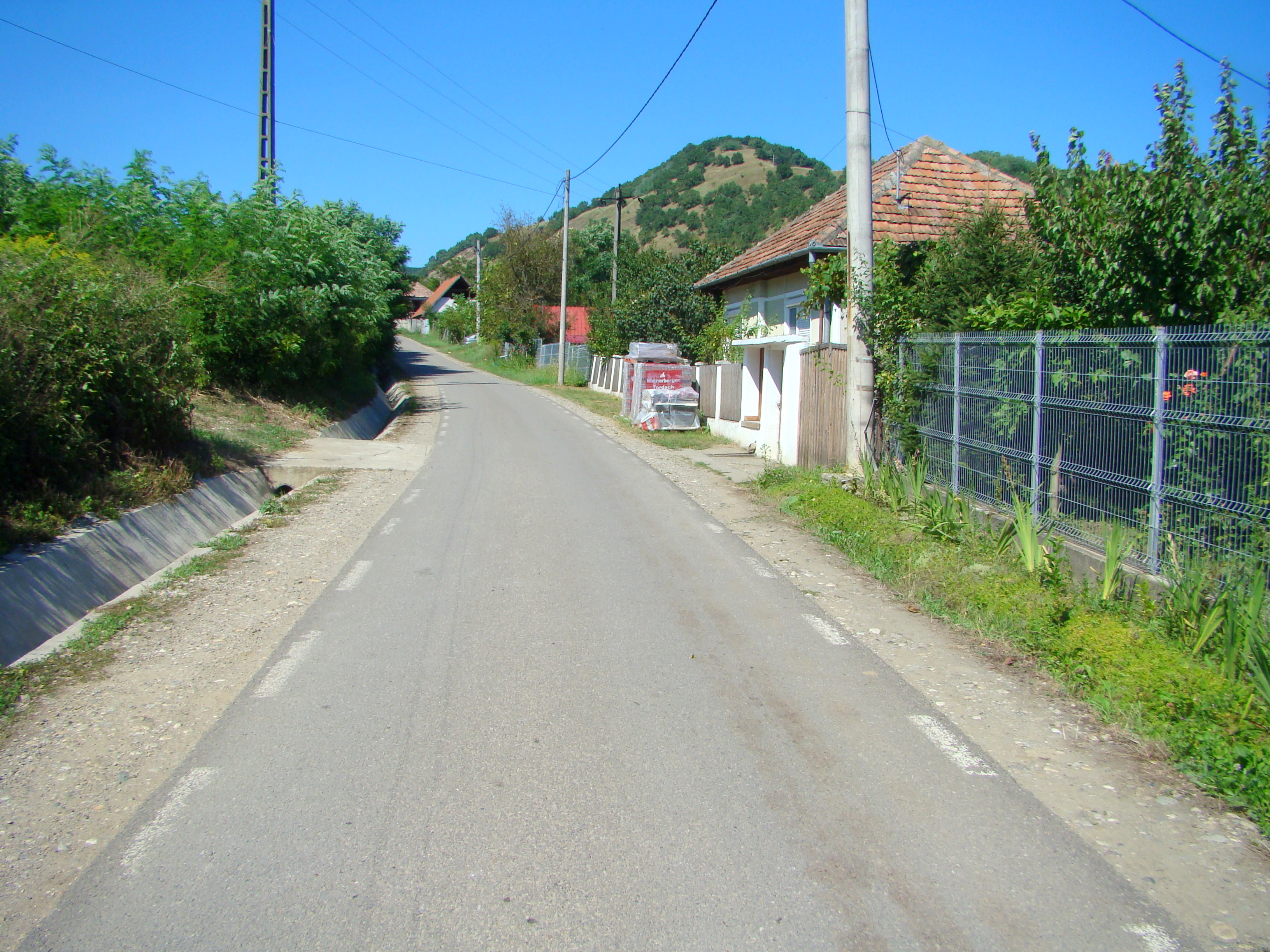
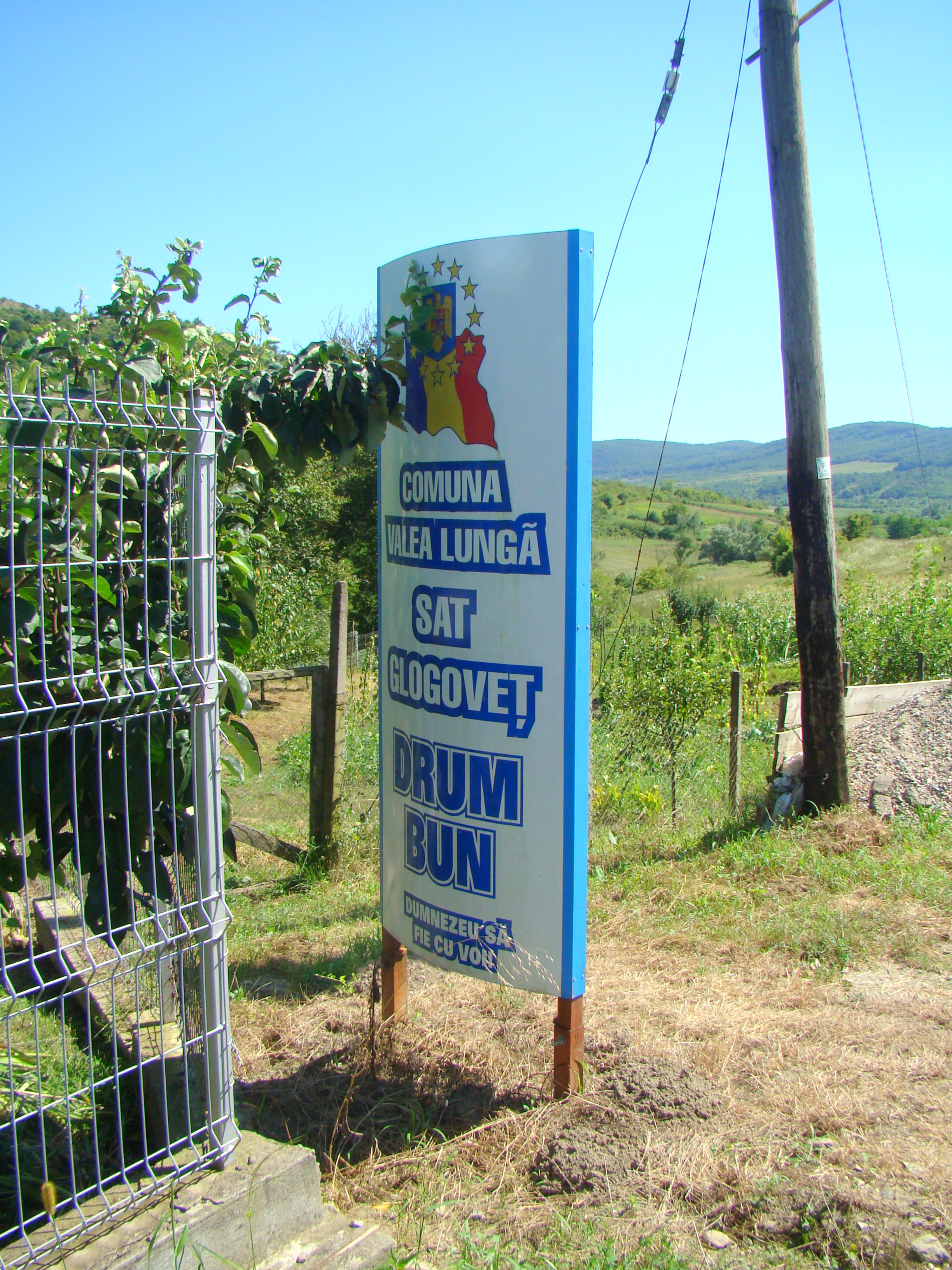
Ieșirea din localitate
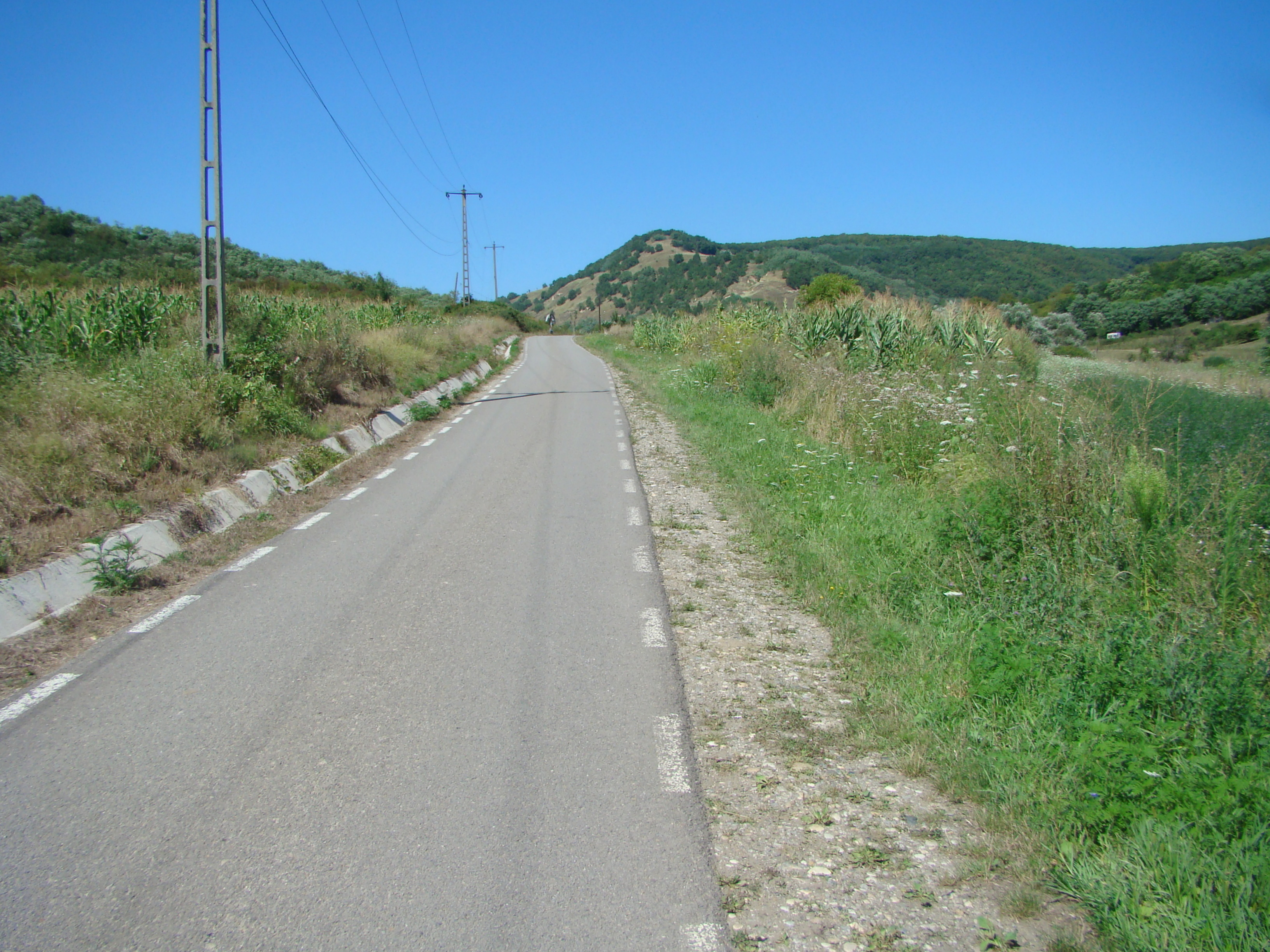
Drumul spre satul Glogoveț